# Chaonil
Chaonil är en ort i Mexiko.   Den ligger i kommunen Oxchuc och delstaten Chiapas, i den sydöstra delen av landet, 800 km öster om huvudstaden Mexico City. Chaonil ligger 1 666 meter över havet och antalet invånare är 464.
Terrängen runt Chaonil är lite bergig. Runt Chaonil är det ganska tätbefolkat, med 75 invånare per kvadratkilometer. Närmaste större samhälle är Oxchuc, 7,5 km väster om Chaonil. I omgivningarna runt Chaonil växer i huvudsak städsegrön lövskog.